# Janice Cayman
Janice Cayman (Brasschaat, 12 oktober 1988) is een Belgische voetbalster die uitkomt voor het Engelse Leicester City WFC en het Belgisch voetbalelftal.

## Loopbaan

### Club
Cayman voetbalde haar jeugd bij KVV club OSSMI V.V tot haar veertiende, waarna ze naar Excelsior Kaart verhuisde, waar ze speelde tot 2006. Ze trok het seizoen erop voor 1 seizoen naar Lentezon Beerse. Van 2007 tot 2008 kwam ze uit voor Oud-Heverlee Leuven. Het jaar daarop speelde ze voor Eva's Tienen. In 2009 trok ze naar het Amerikaanse Blues de Pail waar ze 10 matchen speelde. In datzelfde jaar trok ze naar Florida State University, waar ze speelde tot 2012. In totaal speelde ze daar 48 wedstrijden en kon 16 keer scoren. Ze behaalde met Florida State University het kampioenschap in de USL W-League. Het seizoen hierop trok ze voor 4 seizoenen naar het Franse FCF Juvicy. Voor Juvicy speelde ze 90 wedstrijden en scoorde 13 keer. Op het einde van seizoen 2016 trok ze terug naar de Verenigde Staten, dit keer voor Western New York Flash. Western New York Flash haalde de play-offs en werd kampioen in de NWSL en zo kon Cayman een tweede Amerikaanse kampioenstitel aan haar palmares toevoegen. Halverwege het seizoen 2016-2017 verhuisde Cayman opnieuw naar Frankrijk waar ze een contract tekende voor drie seizoenen bij Montpellier HSC.
Na het seizoen 2018/2019 wist de middenvelder haar droomtransfer te realiseren naar de Franse topclub  Olympique Lyon. De toenmalige landskampioen in het vrouwenvoetbal en winnaar van de Champions League.

### Red Flames
Cayman haalde haar allereerste selectie voor een nationale ploeg op 15-jarige leeftijd  bij de U-17 tegen Engeland en speelde 45 minuten. De wedstrijd werd gewonnen met 2-3. Voor haar eerste doelpunt moest ze wachten tot haar derde en ook laatste wedstrijd bij de U-17 op 6 april 2005 in Frankrijk. Ze speelde 80 minuten en de wedstrijd werd gewonnen 0-4. In totaal speelde ze 140 minuten bij de U-17
Op 12 maart 2005 speelde ze haar eerste wedstrijd in Ierland voor de U-19 deze werd verloren met 1-0 en speelde 40 minuten. Haar laatste wedstrijd voor de U-19 eindigde ook op een 1-0 nederlaag, deze keer tegen Roemenië. Ze haalde 18 selecties en behaalde 16 caps en scoorde 3 doelpunten en speelde in totaal 1043 minuten voor de U-19.
Haar eerste selectie voor de A-ploeg was op 5 mei 2007 tegen Zwitserland⁣, maar kreeg toen geen cap. Dit was wel het geval voor de match tegen Duitsland op 28 oktober 2007 waar ze 7 minuten speelde. In 2016 nam ze deel aan de Algarve Cup in Portugal waar ze bekroond werd als topschutter van het tornooi. Momenteel heeft ze 82 caps gespeeld en 30 doelpunten gemaakt.

## Onderscheidingen
- 2008-09 - Belgisch kampioen / Beker van België (Eva's Tienen)
- 2009-10 - Kampioen USL W-League (Florida State University)
- 2016 - Kampioen NWSL (Western New York Flash)
- 2016 - Topschutter Algarve Cup (Red Flames)
- 2017 - Belgische Gouden Schoen
- 2021 - Belgische Gouden Schoen